# Loma Cruz, San Mateo Piñas
Loma Cruz är en ort i Mexiko.   Den ligger i kommunen San Mateo Piñas och delstaten Oaxaca, i den sydöstra delen av landet, 500 km sydost om huvudstaden Mexico City. Loma Cruz ligger 966 meter över havet och antalet invånare är 146.
Terrängen runt Loma Cruz är kuperad åt sydost, men åt nordväst är den bergig. Runt Loma Cruz är det ganska glesbefolkat, med 23 invånare per kvadratkilometer. Närmaste större samhälle är Santa María Huatulco, 17,8 km söder om Loma Cruz. I omgivningarna runt Loma Cruz växer huvudsakligen savannskog.